# Schwarzer Einser
Der Schwarze Einser ist die erste Briefmarke des Königreichs Bayern und die erste in Deutschland herausgegebene Briefmarke.

## Geschichte

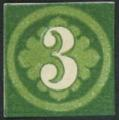
Beispiel für ein Laubblatt-Essay

Nachdem in England bereits 1840 Briefmarken eingeführt waren, kam in Bayern der erste Vorschlag dafür im Februar 1845 vom Oberpostamt München. Bevor die Entscheidung auf das Ziffernmotiv fiel, war außerdem ein Laubblatt-Essay in der Diskussion, von dem es verschiedene zweifarbige Drucke gibt: Es zeigt mittig eine große Ziffer 3 vor einer Art Laubblatt.
Die erste deutsche Briefmarke wurde seit dem 1. November 1849 im Königreich Bayern ausgegeben. Sie wird üblicherweise als „Schwarzer Einser“ bezeichnet wegen ihrer großen Wertziffer und der Farbe. Der Nominalwert beträgt einen Kreuzer, der damaligen Frankatur für einen Ortsbrief und für das Versenden von Drucksachen wie Preislisten oder Broschüren. Das Motiv wurde von Johann Peter Haseney entworfen. Die Marke wurde auf handgeschöpftem Papier gedruckt und ist geschnitten.

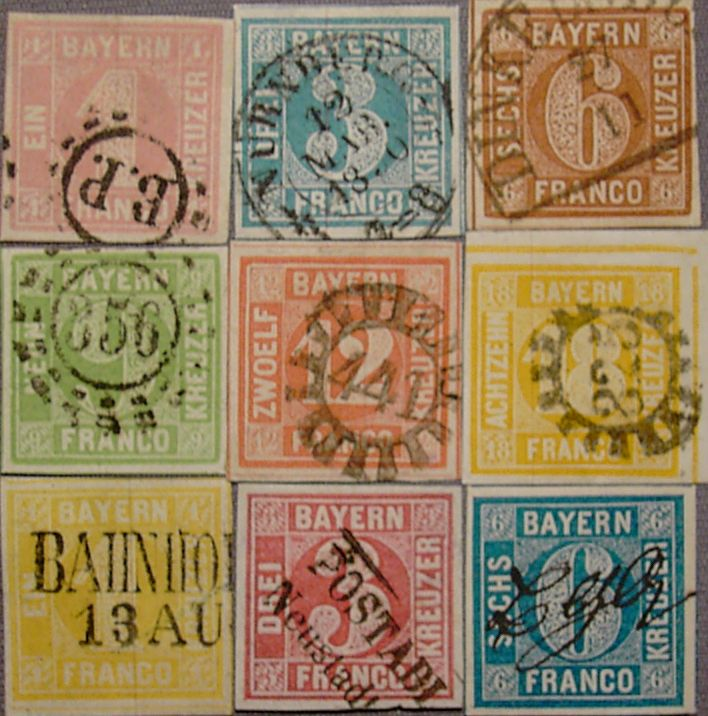
Weitere Briefmarken der Serie Ziffer im Quadrat

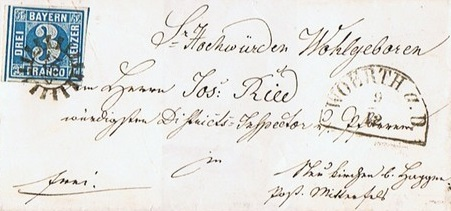
Blaue Dreikreuzer-Marke auf Brief; Stempel: Wörth an der Donau

Der Schwarze Einser war der kleinste Wert einer ganzen Serie von sehr ähnlichen Marken. Gleichzeitig erschienen die blaue 3-Kreuzer- und die braune 6-Kreuzer-Marke. Zum Erscheinungstermin, am Feiertag Allerheiligen, hatten allerdings nur große Postämter geöffnet und bisher sind nur wenige Briefmarken aufgetaucht, die bereits am 1. November verwendet wurden (erkennbar am Stempel- oder Briefdatum).
Die Gestaltung der Marke in schwarzer Farbe bewährte sich nicht, da sie mit schwarzer Stempelfarbe entwertet wurde. Der Schwarze Einser wurde daher schon bald durch eine neue Ausgabe, den rosafarbenen 1-Kreuzer ersetzt, dessen Zeichnung an die 3- und 6-Kreuzer-Marke angepasst wurde. Im Oktober 1851 wurde die Marke vom Schalterverkauf zurückgezogen, blieb aber noch bis zum 31. August 1864 frankaturgültig.
In den folgenden Jahren erschienen weitere Werte der Serie, eine 9-Kreuzer in grün, 12-Kreuzer in rot und 18-Kreuzer in orange. Im Zuge eines Abkommens im Rahmen des Deutsch-Österreichischen Postvereins, die gleiche Druckfarben für gleiche Wertstufen vereinbarte, wurden die Farben der Markenserie nochmals verändert. Die Marke zu einem Kreuzer wurde von da an in gelber Farbe gedruckt.

## Beschreibung und Merkmale

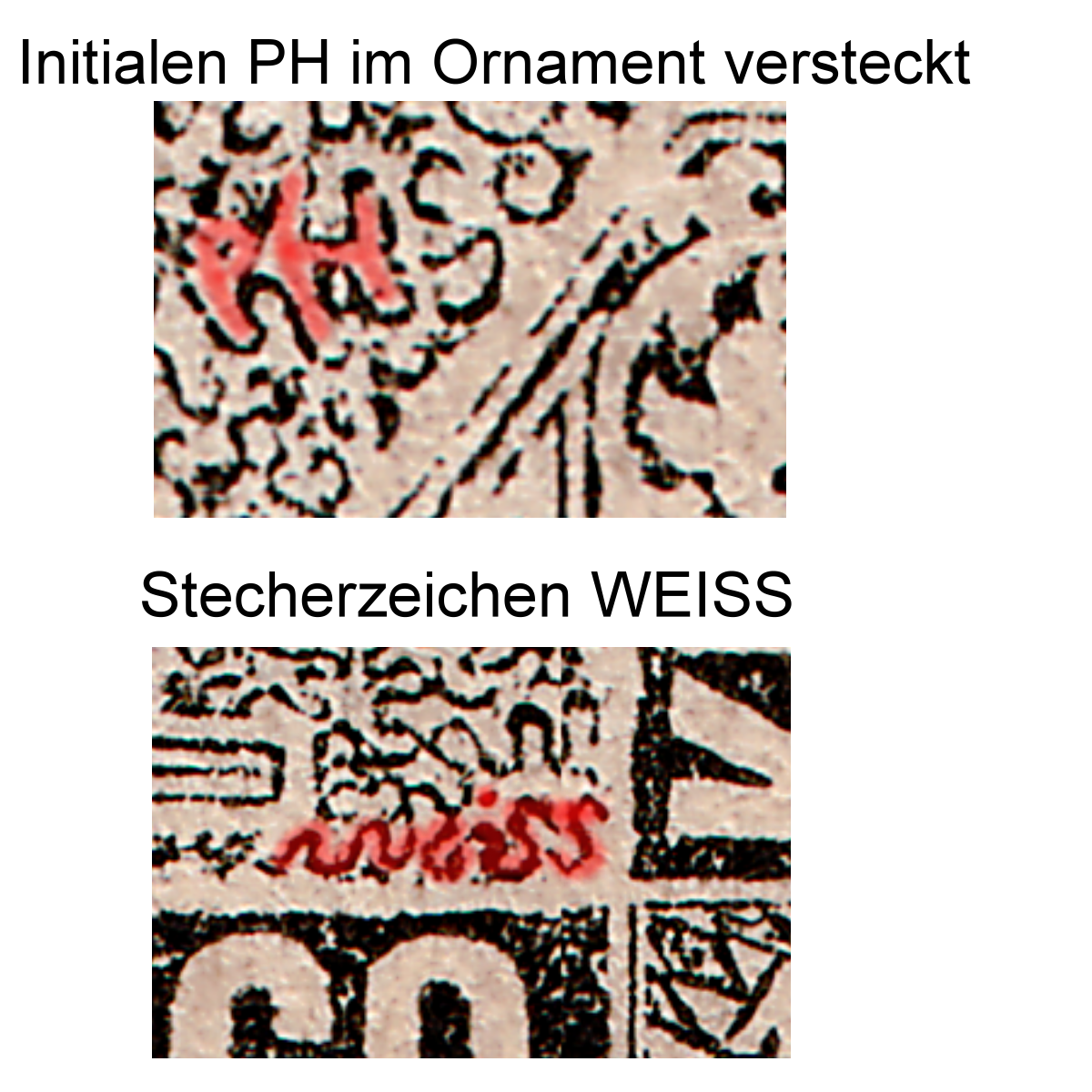
Die beiden Sicherheitsmerkmale mit roter Farbe hervorgehoben

Der Schwarze Einser entstand auf zwei verschiedenen Platten, wobei die erste einen unscharfen, groben Druck verursachte. Die zweite Platte von 1850 zeigte ein klareres Druckbild, was insbesondere am „nicht beschädigten“ linken Fuß der großen Ziffer ‚1‘ erkennbar ist. Bei der ersten Platte fand der Druck auf einem Doppelbogen von 180 Stück statt, bei der zweiten auf einem einfachen Bogen von 90 Stück, was die Druckqualität verbesserte. Die Auflage betrug 832.500 Stück (Platte 1: 472.500, Platte 2: 360.000). Trotz dieser recht hohen Auflage ist der Schwarze Einser bei Sammlern sehr beliebt und erreicht Sammlerwerte von 1.000–3.000 EUR.
Beide Auflagen tragen ein unverkennbares Sicherheitsmerkmal, und zwar die Namen des Entwerfers und des Stechers versteckt im scheinbar chaotisch-gemusterten Hintergrund der großen Wertziffer. Bei entsprechender Vergrößerung und jeweiliger Drehung der Marke links neben der 1 auf deren Aufstrich die Initialen PH (Peter Haseney), ebenso wie rechts unten am Fuß neben der 1 kann man bei genauem Hinsehen sogar den Namen der Druckerei WEISS (Universitätsbuchdruckerei Johann Georg Weiß) in Schreibschrift erkennen.

Speratifälschung des Schwarzen Einsers

Die Marke an sich ist stark fälschungsgefährdet: Eine Prüfung ist immer zu empfehlen, da gewiefte Fälscher die Initialen und den Schriftzug exakt nachzuahmen wussten. Am bekanntesten sind die Kopien des Fälschers Sperati (1884–1957); sie werden von Spezialisten gesucht und erzielen beachtliche Preise.

## Seltene Sammlerstücke
Um 1900 betrug der Wert der Marke lediglich 3 ℳ, was heute etwa 25 EUR entspricht. Im Jahre 1912 war sie im Katalog mit 38 ℳ (heute 245 EUR) verzeichnet. Danach stieg der Wert sprunghaft: Um 1920 wurden bei einer Auktion in Berlin schon 2.000 ℳ erzielt (heutiger Gegenwert ca. 1.300 EUR). 
Eine besondere Rarität ist der sogenannte „Eichstätt-Brief“ mit dem einzig bekannten Sechserblock von Schwarzen Einsern. Er wurde 1958 in alten Unterlagen der Stadt Eichstätt entdeckt. Seit März 1999 ist er in der Schatzkammer des Berliner Museums für Kommunikation zu sehen.
Am 7. Mai 2009 gab die Deutsche Post eine Sondermarke mit Zuschlag zum Tag der Briefmarke aus, die den Eichstätt-Brief abbildet. Diese Marke ist mit einem Sicherheitsmerkmal versehen: zwei waagerechte Marken bilden in der Perforation ein Eichenblatt. Zusätzlich sind die Zehnerbögen fortlaufend nummeriert.
Des Weiteren gibt es einen Brief mit zwei Dreistreifen aus Neustadt an der Aisch, der am 22. November 2008 von einem bayerischen Briefmarkenauktionshaus für den Preis von 55.000 EUR (zuzüglich Aufgeld) versteigert wurde. Außerdem gibt es noch zwei Briefe mit je sechs einzeln aufgeklebten schwarzen Einsern aus der gleichen Korrespondenz aus Lauf an der Pegnitz. Einer davon erzielte um etwa 1988 185.000 Mark, der andere wurde in den 1960er Jahren schon für 100.000 Mark verkauft.
Ein Block mit zwölf zusammenhängenden Marken wurde im März 2009 vom Auktionshaus Heinrich Köhler bei einem Gebot von 320.000 EUR versteigert. Das Besondere dieser Marken ist eine kopfstehende Version innerhalb des Drucks. Dieses Stück befand sich schon in den Sammlungen von Dale-Lichtenstein bis 1992 und Philipp von Ferrary bis 1923.
Einer der wenigen erhaltenen Bögen (mit insgesamt 90 Marken) wurde am 27. März 2010 für 300.000 EUR in Wiesbaden versteigert. Ein Doppelbogen mit 180 Exemplaren erzielte 1992 beim Auktionshaus Götz den Preis von 687.000 US-Dollar.
Am 27. September 2024 wurde in Wiesbaden ein Brief vom ersten Tag der Verwendung (Briefdaten: von Wegscheid nach Hengersberg) für 440.000 EUR versteigert, das Startgebot lag bei 250.000 EUR.

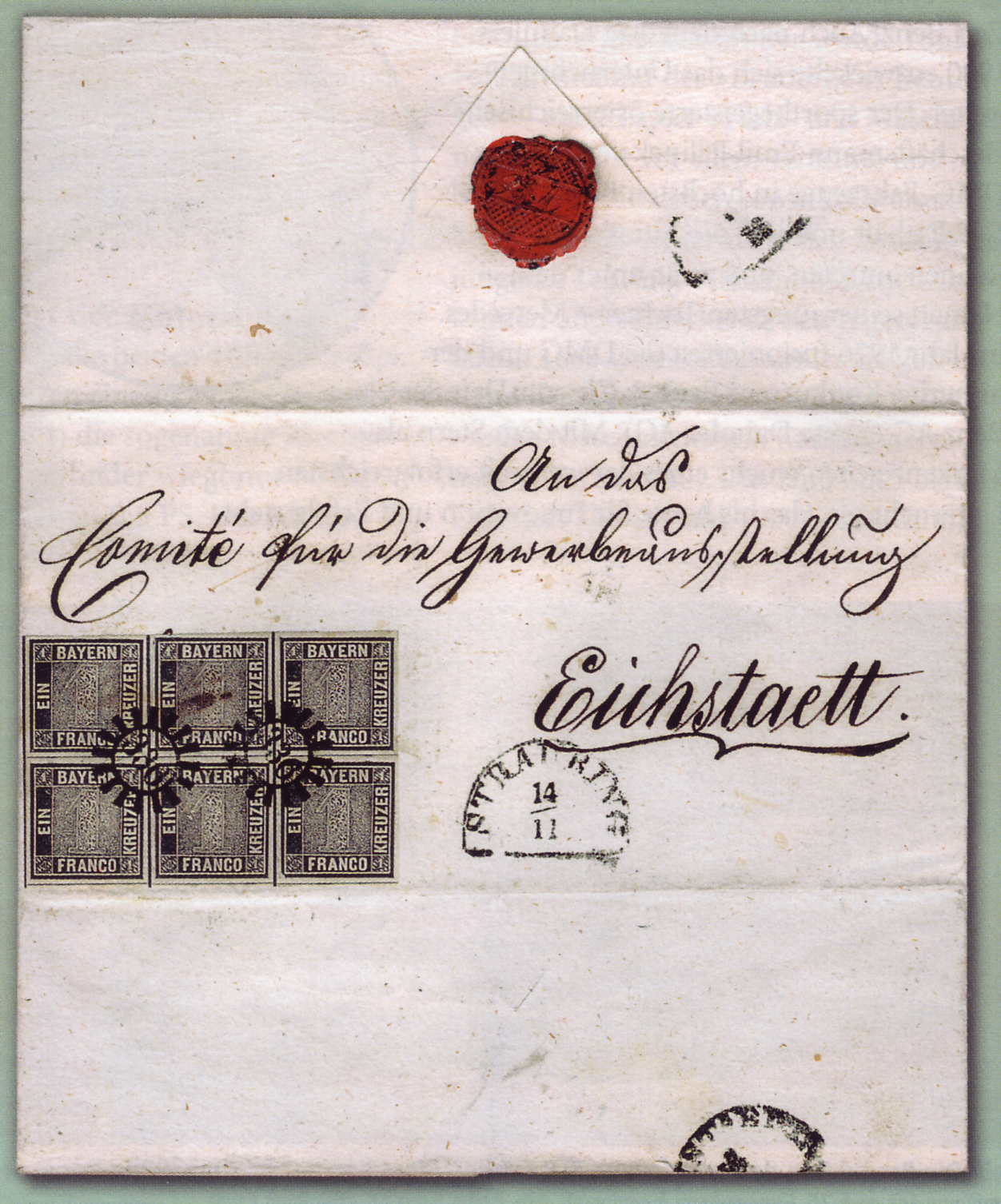
Der Eichstätt-Brief
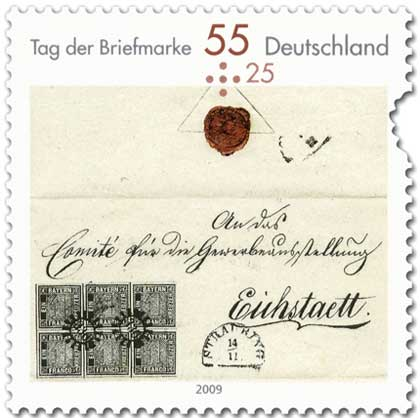
Eichstätt-Brief auf einer deutschen Briefmarke von 2009
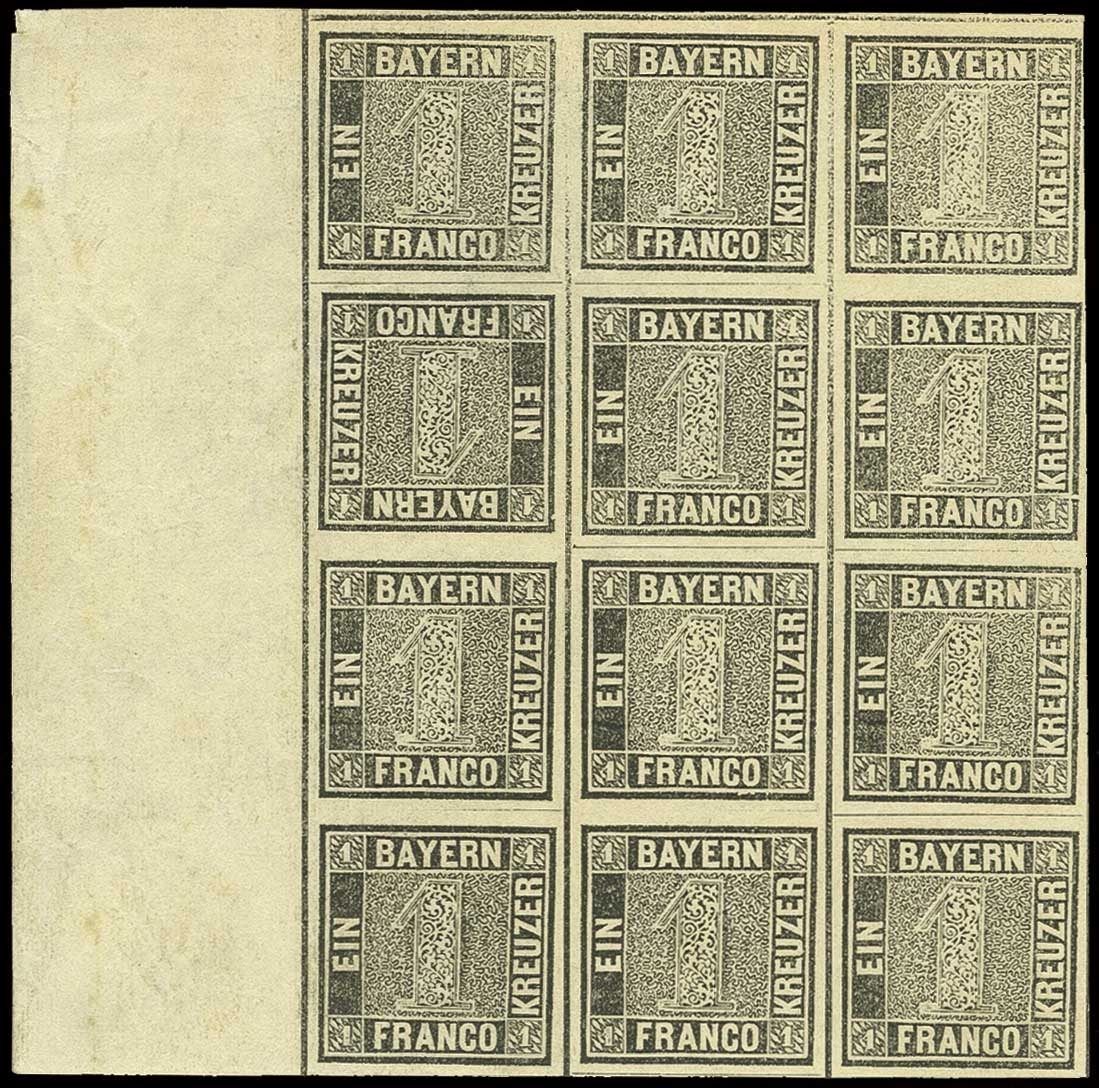
Kopfstehende Marke innerhalb eines Bogens (erste Spalte, zweite von oben)
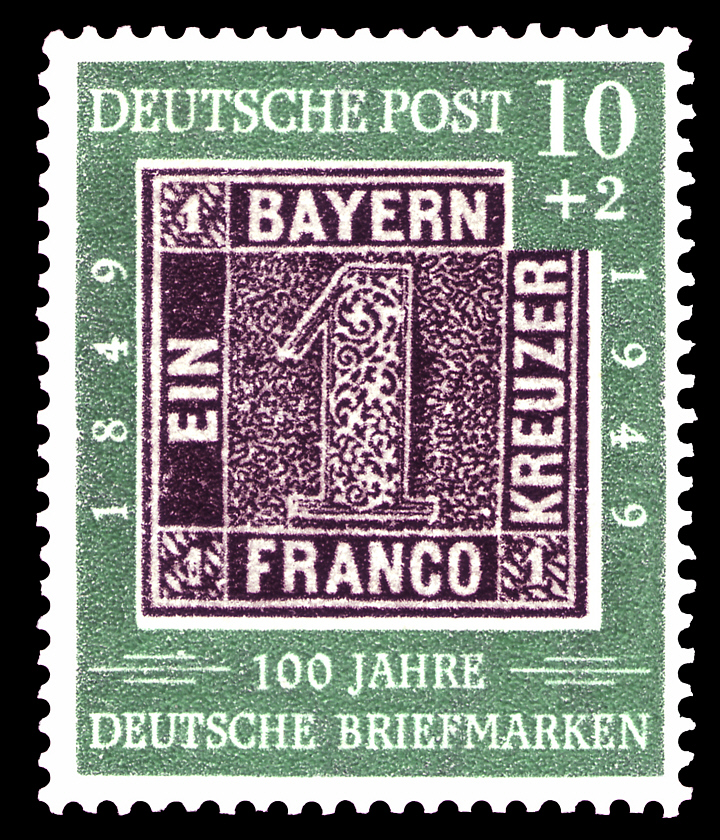
Sondermarke zum 100-jährigen Jubiläum auf einer deutschen Briefmarke von 1949
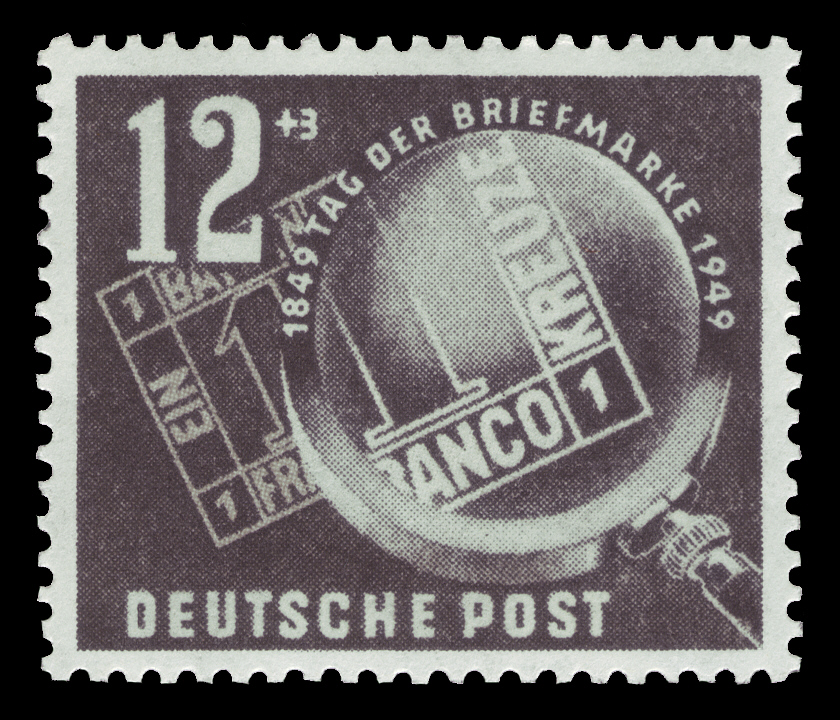
Ausgabe zum Tag der Briefmarke in der DDR aus dem Jahr 1949
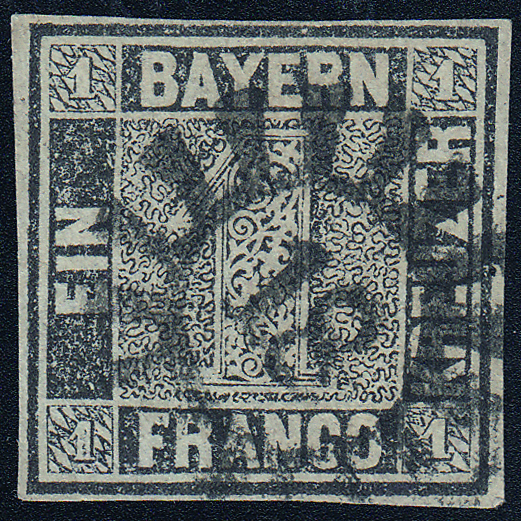
Eine klassische Schwarze-Einser-Briefmarke in gestempelter Erhaltung.

## Trivia
In der 906. Folge der Sendung Wer wird Millionär? gewann Ralf Schnoor eine Million Euro mit der Antwort „Schwarzer Einser“.
Die Briefmarke stand Pate für den Namen des Tatorts Schwarze Einser.
Die erste englische Briefmarke aus dem Jahr 1840 mit dem Titel „One Penny Black“ wird auch häufig als „Schwarzer Einser“ übersetzt.